# Platypalpus hispanicus
Platypalpus hispanicus is een vliegensoort uit de familie van de Hybotidae. De wetenschappelijke naam van de soort is voor het eerst geldig gepubliceerd in 1899 door Strobl.